# Beatus Christian Urassa

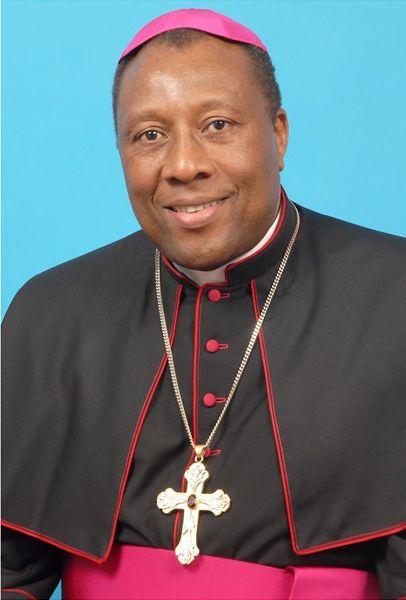
Bischof von Sumbawanga Beatus Christian Urassa (2018)

Beatus Christian Urassa OSS (* 2. August 1965 in Keni Mashati Rombo) ist ein tansanischer Ordensgeistlicher und römisch-katholischer Bischof von Sumbawanga.

## Leben
Beatus Christian Urassa trat der Ordensgemeinschaft des Opus Spiritus Sancti bei und empfing am 12. Juli 1997 das Sakrament der Priesterweihe.
Am 19. April 2018 ernannte ihn Papst Franziskus zum Bischof von Sumbawanga. Der Erzbischof von Daressalam, Polycarp Kardinal Pengo, spendete ihm am 24. Juni desselben Jahres die Bischofsweihe; Mitkonsekratoren waren der Erzbischof von Tabora, Paul Ruzoka, und der emeritierte Bischof von Sumbawanga, Damian Kyaruzi.